# Detlef Siewert
Detlef Siewert (* 22. Januar 1944) ist ein ehemaliger deutscher Tischtennisspieler. Er nahm an der Weltmeisterschaft 1969 und an der Europameisterschaft 1970 teil.

## Werdegang
Siewert ist Linkshänder. Er begann mit etwa 15 Jahren seine Laufbahn beim Verein Jahn München. Später schloss er sich dem Bayernliga-Verein SV Weißblau-Allianz München an. 1965 wurde er in Erlangen Süddeutscher Meister. Dabei besiegte er Conny Freundorfer und Martin Ness. 1968 und 1970 wirkte er am  Aufstieg von Weißblau München in die Bundesliga mit. Als sich 1972 das Team auflöste, wechselte er zum Bundesligisten TSV Milbertshofen. 1983 kehrte er zu seinem Heimatverein SV Weißblau-Allianz München zurück und leitete hier von 1989 bis 1999 und auch bis 2018 wieder die Tischtennisabteilung. Seit 2008 ist Detlef Siewert mit der Tischtennisspielerin Sabine Rath verheiratet.
1969 wurde Siewert für die Individualwettbewerbe der Weltmeisterschaft nominiert. Dabei schied er im Einzel gegen Malcolm Sugden (Schottland) aus. Ein Jahr später nahm er an der Europameisterschaft 1970 teil und kam dabei beim 5:1-Erfolg gegen Luxemburg zum Einsatz.
Im Herrenbereich verzeichnete er viele Erfolge:
- Bei den Bayerischen Meisterschaften siegte er dreimal im Einzel, viermal im Doppel und dreimal im Mixed:
  - 1969/70  Einzel und Doppel mit Herbert Neubauer
  - 1972/73  Einzel, Doppel mit Bernd Deffner und Mixed mit Sieglinde Prell
  - 1975/76  Einzel
  - 1977/78  Doppel mit Wilfried Kinner
  - 1978/79  Mixed mit Jana Eberle
  - 1979/80  Doppel mit Wilfried Kinner und Mixed mit Jana Eberle
- Bei den Nationalen Deutschen Meisterschaften erreichte er viermal im Doppel und Mixed das Halbfinale:
  - 1969  mit Herbert Neubauer
  - 1970  mit Gertrud Budweiser
  - 1973  mit Bernd Deffner
  - 1975  mit Bernd Deffner

## Senioren
In Seniorenbereich nahm Siewert an nationalen und internationalen Wettbewerben teil. Bei den deutschen Seniorenmeisterschaften wurde er dreimal Meister im Einzel (1996, 2006, 2007), zweimal im Doppel mit Roland Stephan (2006, 2008) sowie 2007 im Mixed mit Karin Rauscher. 2009 und 2011 erreichte er bei der Senioren-Europameisterschaft im Doppel der Altersklasse Ü65 mit Sepp Merk (Westheim) das Endspiel.

## Funktionär
Bis Januar 2007 war Siewert Geschäftsführer des Bayerischen Landes-Sportverbandes. Für seine Verdienste wurde er 1999 mit dem Hermann-Haagen-Gedächtnispreis ausgezeichnet.

## Turnierergebnisse
| Verband | Veranstaltung     | Jahr | Ort     | Land | Einzel | Doppel    | Mixed | Team |
| ------- | ----------------- | ---- | ------- | ---- | ------ | --------- | ----- | ---- |
| FRG     | Weltmeisterschaft | 1969 | München | FRG  | Qual   | letzte 64 | Qual  |      |